# Metophthalmus trilineatus
Metophthalmus trilineatus es una especie de coleóptero de la familia Latridiidae.

## Distribución geográfica
Habita en la República Dominicana.